# 波三型潜水艦
| 波三型潜水艦（C2型） | 波三型潜水艦（C2型）                                         |
| -------------------- | ------------------------------------------------------------ |
| 波3                  |                                                              |
| 艦級概観             |                                                              |
| 艦種                 | 三等潜水艦                                                   |
| 艦名                 |                                                              |
| 前級                 | 波一型潜水艦（C1型）                                         |
| 次級                 | 波七型潜水艦（C3型）                                         |
| 性能諸元             |                                                              |
| 排水量               | 常備：291トン 水中：320トン                                  |
| 全長                 | 43.33m                                                       |
| 全幅                 | 4.14m                                                        |
| 吃水                 | 3.43m                                                        |
| 機関                 | ヴィッカース・ガソリン機関1基1軸 水上：600馬力 水中：300馬力 |
| 速力                 | 水上：12kt 水中：7kt                                         |
| 航続距離             | 水上：12ktで660海里 水中：4ktで60海里                        |
| 燃料                 | ガソリン                                                     |
| 乗員                 | 26名                                                         |
| 兵装                 | 機銃1挺 45cm魚雷発射管 艦首2門 魚雷2本                       |
| 備考                 | 安全潜航深度：30.5m                                          |

波三型潜水艦（はさんがたせんすいかん）は、大日本帝国海軍の潜水艦の艦級。C2型（シーにがた）とも。同型艦3隻。

## 概要
日本がヴィッカース社から購入した5隻のうち2隻は完成品を輸入した（C1型）。残りの3隻（本型）は呉海軍工廠で船殻を建造し主機、兵装、艤装品はヴィッカース社から輸入し搭載した。前型のC1型に比べて上構を艦首まで延長し凌波性を向上、潜舵を水面上に装備、艦橋の大型化、などの変更が加えられた。
1911年(明治44年)に3隻が竣工。竣工時は潜水艇に類別（等級はなし）。1916年（大正5年）8月4日、二等潜水艇に類別、1919年（大正8年）4月1日、三等潜水艦に類別。1929年(昭和4年)除籍。戦果戦歴等は無い。

## 同型艦

### 波3
- 波号第三潜水艦

1911年（明治44年）8月21日竣工（呉）。竣工時の艦名は第十潜水艇。1919年（大正8年）4月1日第十潜水艦に改称。1923年（大正12年）6月15日波号第三潜水艦に改称。1929年(昭和4年)12月1日除籍。

### 波4
- 波号第四潜水艦

1911年（明治44年）8月26日竣工（呉）。竣工時の艦名は第十一潜水艇。1919年（大正8年）4月1日第十一潜水艦に改称。1923年（大正12年）6月15日波号第四潜水艦に改称。1929年(昭和4年)12月1日除籍。

### 波5
- 波号第五潜水艦

1911年（明治44年）8月31日竣工（呉）。竣工時の艦名は第十二潜水艇。1919年（大正8年）4月1日第十二潜水艦に改称。1923年（大正12年）6月15日波号第五潜水艦に改称。1929年(昭和4年)12月1日除籍。

## 潜水隊の変遷
波3型潜水艦は当初C1型からなる第2潜水艇隊に編入された。その後大正4年4月1日に第3潜水艇隊を編成した。

### 第三潜水艇隊→第十二潜水(艇)隊
呉鎮守府籍の波3・波4・波5で編成した。C1型からなる先代の第3潜水艇隊が明治42年4月17日に第2潜水艇隊にスライドして以来の2代目となる。大正7年11月2日の番号改称では呉鎮の固有番号を与えられて第12潜水艇隊となった後、翌年4月1日には第12潜水隊に改称した。所属艦の除籍により昭和4年4月1日に解隊された。
1915年(大正4年)4月1日：第十潜水艇（波3）、第十一潜水艇（波4）、第十二潜水艇（波5）で編成。呉鎮守府部隊。
1915年(大正4年)6月30日：第一艦隊第4水雷戦隊。
1916年(大正5年)12月1日：第三艦隊に第4水雷戦隊ごと転属。
1917年(大正6年)12月1日：呉鎮守府部隊。
1929年(昭和4年)12月1日：所属艦の除籍を機に解隊。